# Соусє
Соусє (Сусє) (кит.: 搜諧; д/н — 12 до н. е.) — шаньюй держави хунну в 20—12 роках до н. е. Протягом панування зберігався мир з імперією Хань.

## Життєпис
Син шаньюя Хухан'є та янчжі Да. При народженні звався Цзюймісюй. Після смерті батька 31/30 року до н. е. владу отримав його брат Фучжулей, що призначив Цзюймісюя східним тукі-ваном (офіційним спадкоємцем).
20 року до н. е. після смерті брата спадкував трон. Змінив ім'я на Соусє. Відправив сина Хейлюси на службу до імперії Хань. Призначив брата Цзюймоцзюя східним тукі-ваном.
Відомості про його панування обмежені. Продовжив політику попередника, спрямовану на визнання васалітету від Китая. 12 року до н. е. під час подорожі до імператорського двору раптово захворів й помер. Владу спадкував брат Цзюймоцзюй, що змінив ім'я на Цзюйя.